# پایگاه فضایی سمنان

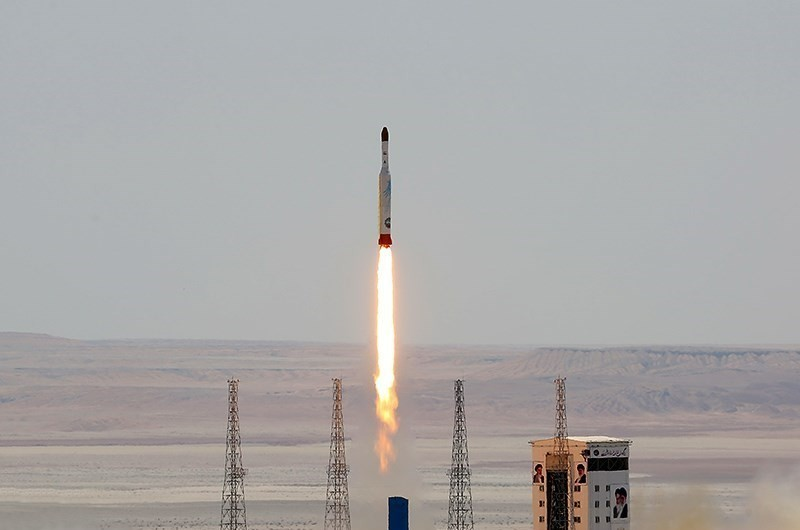
پرتاب ماهواره طلوع توسط ماهواره بر سیمرغ_افتتاح پایگاه ملی فضایی امام خمینی(ره) در استان سمنان

پایگاه فضایی سمنان مجموعه‌ای فضایی در جنوب‌غربی استان سمنان است که بزرگ‌ترین پایانۀ فضایی آن پایانۀ فضایی امام خمینی است.
سکوی پرتاب ماهواره‌بر جمهوری اسلامی ایران با توانایی حمل محمولۀ یک تنی که وزیر دفاع پیشین احمد وحیدی در تاریخ ۱۵ خرداد ۱۳۹۱ و سالروز درگذشت بنیانگذار انقلاب اسلامی آن را افتتاح کرد یکی از بخش‌های پایگاه فضایی سمنان می‌باشد. ایران در نخستین اقدام ماهوارۀ طلوع را توسط ماهواره‌بر سیمرغ از این پایگاه به فضا پرتاب کرد.